# Lapeirousia pyramidalis
Lapeirousia pyramidalis là một loài thực vật có hoa trong họ Diên vĩ. Loài này được (Lam.) Goldblatt miêu tả khoa học đầu tiên năm 1972.